# Dedna Gora
Dedna Gora este o localitate din comuna Sevnica, Slovenia, cu o populație de 7 locuitori.